# Муромщина
Му́ромщина (бел. Му́рамшчына) — озеро в Глубокском районе Витебской области Белоруссии.
Площадь зеркала составляет 0,1 км². Длина — 0,75 км. Наибольшая ширина — 0,17 км. Длина береговой линии — 1,58 км. Площадь водосбора — 6,16 км².
Лежит в бассейне реки Добрыловка, в 12 км к северу от города Глубокое, около деревни Загорье. Котловина вытянута с юго-запада на северо-восток. Склоны котловины высотой до 3 м, пологие, распаханные; на северо-западе до 16 м, крутые, покрытые лесом. Береговая линия относительно ровная. Берега преимущественно низкие, песчаные, поросшие кустарником и редколесьем, местами заболоченные.
Впадают два ручья, один из которых вытекает из озера Сетовское. Вытекает ручей в озеро Белое.
В озере обитают окунь, карась, плотва, лещ, линь и другие виды рыб.